# Gerhard Bassenge
Gerhard Bassenge (n. 18 noiembrie 1897, Ettlingen, Baden-Württemberg, Germania – d. 13 martie 1977, Lübeck, Germania) a fost un general german din cadrul Luftwaffe, care a îndeplinit funcții de comandă în timpul celui de-al Doilea Război Mondial. În perioada interbelică a lucrat în Ministerul Aerului al Reichului German și a fost unul dintre ofițerii germani responsabili cu instruirea primilor parașutiști germani.
Bassenge a fost șeful Statului Major al Luftflotte 2, care a participat la operațiunile aeriene ale Blitzkrieg în Olanda, Belgia și Franța în 1940. A fost transferat apoi ca șef al Statului Major al Luftflotte 5 în Norvegia, în timpul operațiunilor aeriene desfășurate în cadrul Bătăliei Angliei. După ce a făcut detașat într-o misiune aeronautică germană în România, a participat la Campania din Africa de Nord în perioada 1941-1943. A fost capturat acolo pe 9 mai 1943 și a fost ținut prizonier de război până la 2 octombrie 1947.

## Participarea la Primul Război Mondial
Gerhard Bassenge s-a născut în orașul Ettlingen din Marele Ducat de Baden (parte componentă a Imperiului German) la 18 noiembrie 1897.
Bassenge și-a început cariera militară în primele zile ale Primului Război Mondial, la 4 octombrie 1914, cu puțină vreme înainte de a împlini vârsta de 17 ani. A devenit Unteroffizier (grad echivalent cu cel de sergent) și, de asemenea, Fahnenjunker sau candidat pentru gradul de ofițer. A îndeplinit funcția de comandant de pluton în Regimentul 29 Infanterie al Armatei Imperiale Germane. El a fost promovat apoi ca Fahnrich, cel mai mic grad de ofițer din Armata Germană. La 27 ianuarie 1915, în timp ce avea doar 17 ani, a fost înaintat pe câmpul de luptă la gradul de Leutnant. În timp ce a făcut parte din unitățile de infanterie, a slujit atât pe Frontul de Vest, cât și pe Frontul de Est.

### Intrarea în aviație
El a fost transferat în Luftstreitkräfte și a început instruirea de pilot la 1 aprilie 1916. După încheierea instruirii a fost repartizat în Kampfstaffel 39. După ce a servit timp de câteva luni în cadrul Kampfstaffel 39, Bassenge a fost rechemat pentru reinstruire.
La 17 ianuarie 1917 a început pregătirea de pilot de vânătoare. După încheierea pregătirii a fost repartizat în escadrila de vânătoare Jagdstaffel 5. La 13 aprilie a formulat prima sa cerere pentru confirmarea unei victorii aeriene asupra unei aeronave britanice; victoria sa a fost neconfirmată deoarece doar a forțat aeronava inamică să aterizeze. La 2 mai a fost transferat într-o altă unitate de vânătoare, faimoasa Jagdstaffel 2. El a fost confirmat în gradul de leutnant la 28 iunie 1917; documentul militar de confirmare i-a recunoscut o vechime de peste doi ani în acest grad, începând de la 18 iunie 1915. Fotografiile lui din acea perioadă arată un bărbat zvelt, cu o poziție dreaptă, care stă lângă sau se află la manșa biplanului de vânătoare Albatros D.III. Albatrosul, așa cum era și obiceiul german, fusese vopsit cu două tonuri de verde. La fel ca toate avioanele Jasta 2, coada lui fusese vopsită în culoarea albă. Botul, capota, aripile și capacele roților au fost vopsite gri. Semnele personale ale lui Bassenge au fost suprapuse - o dungă alb-negru care se întindea spre margini unde o bandă lată neagră cu margini albe înconjura fuselajul.
Bassenge a folosit acest avion pentru a obține prima sa victorie aeriană confirmată la 20 octombrie 1917. La ora 12,20 el a doborât un avion Sopwith Camel cu nr. de serie B2370 din Escadrila RAF 70 la sud de Saint Quentin, Franța. La 6 noiembrie a urmat un avion Sopwith Camel s/n B2441 din Escadrila RAF 65, doborât deasupra comunei Staden din Belgia. Cu toate acestea, Bassenge a fost rănit grav. Rana l-a ținut indisponibil până în iulie 1918.
Bassenge a folosit un nou avion de vânătoare Fokker D.VII pentru a doborî un alt Camel, nr. D8197, deasupra localității Fere-en-Tardenois, Franța, în după-amiaza zilei de 25 iulie 1918. A existat apoi un gol între victoriile sale aeriene. El nu a mai doborât niciun alt avion britanic până pe 27 septembrie; de data aceasta, a fost lovit un alt avion de vânătoare de prim rang, un Royal Aircraft Factory SE.5a din Escadrila RAF 32 care s-a prăbușit peste Noyelles la ora 17,35. În dimineața următoare, la orele 08,35, a distrus un Camel nr. F3220 din Escadrila RAF 203 între Ham și Lengelet. După mai puțin de o săptămână, el a obținut alte victorii aeriene. La 4 octombrie 1918 un SE.5a din Escadrila RAF 85 s-a prăbușit deasupra localității Joncourt din Franța, iar a doua zi un Camel deasupra satului Crèvecœur. Bassenge nu a mai obținut nicio altă victorie înainte de armistițiu și a terminat războiul cu șapte victorii.

## Perioada interbelică
În 1927 Bassenge și-a încheiat studiile și a obținut titlul de inginer diplomat. Simultan, el a fost transferat în Ministerul Apărării al Reichului German. În 1934 Bassenge a fost transferat din Reichswehr în Luftwaffe, care se afla atunci în plin proces de organizare. Aici a avut sarcina de consultant și șef de grup în nou-înființatul Minister al Aerului. În 1937 Bassenge a fost numit șef de stat în subordinea generalului Kurt Student.
La 1 iunie 1938 a fost transferat din nou în Ministerul Aerului și a fost detașat să lucreze în cabinetul comandantului șef al Luftwaffe. La 1 octombrie 1938 a revenit în cadrul Ministerului Aerului și a lucrat în cadrul Statului Major General al Luftwaffe. El a fost promovat la gradul de Oberst (colonel) la 1 mai 1939; o lună mai târziu, cu puțină vreme înaintea declanșării celui de-al Doilea Război Mondial, Bassenge a fost numit șef al Statului Major al Comandamentului Zonei Aeriene XVII din Viena (Austria).

## Al Doilea Război Mondial
La 30 ianuarie 1940 Gerhard Bassenge a fost numit șef al Statului Major al Luftflotte 2, sub conducerea General der Flieger Albert Kesselring. Luftflotte 2 a fost implicată puternic în Blitzkrieg-ul din Olanda și Belgia, alături de unitățile de parașutiști Fallschirmjäger conduse de generalul Student. Unitatea sa a furnizat, de asemenea, sprijinul aerian pentru atacul asupra Corpului Expediționar Britanic care s-a încheiat cu evacuarea trupelor aliate în Marea Britanie în timpul Bătăliei de la Dunkerque. Luftflotte a participat apoi la atacul de urmărire din Franța.
La 1 august 1940 Bassenge a fost transferat în funcția de șef al Statului Major al Luftflotte 5 din Oslo, Norvegia sub conducerea generalului-colonel Hans-Jürgen Stumpff. La 15 august 1940 Luftflotte 5 a fost implicată în prima bătălie din istorie care s-a purtat exclusiv între forțele aeriene, Bătălia Angliei. Cu toate acestea, înainte ca bătălia să se încheie, Bassenge a fost transferat din nou; el a fost numit la 5 octombrie 1940 în funcția de șef al Statului Major al Misiunii Militare Aeronautice Germane în România, comandate de generalul-locotenent Wilhelm Speidel. Colonelul Bassenge a fost decorat la 19 septembrie 1941 cu Ordinul Militar „Mihai Viteazul” clasa III-a „pentru destoinicia și devotamentul pe care l-a arătat în serviciul de Stat Major, contribuind esențial la apărarea teritoriului român contra atacurilor aviației bolșevice, precum și la operațiunile ce au eliberat Basarabia și Bucovina de Nord” și cu Ordinul „Virtutea Aeronautică” de război cu spade clasa Ofițer pentru că „în calitate de șef de Stat Major al Misiunii Militare Aeronautice Germane în România, a contribuit cu competență și desăvârșită loialitate la reorganizarea și instrucția Aeronauticei Române. A condus operațiunile de aviație și artilerie antiaeriană germană, pe frontul românesc, unități ce au repurtat numeroase victorii aeriene”.

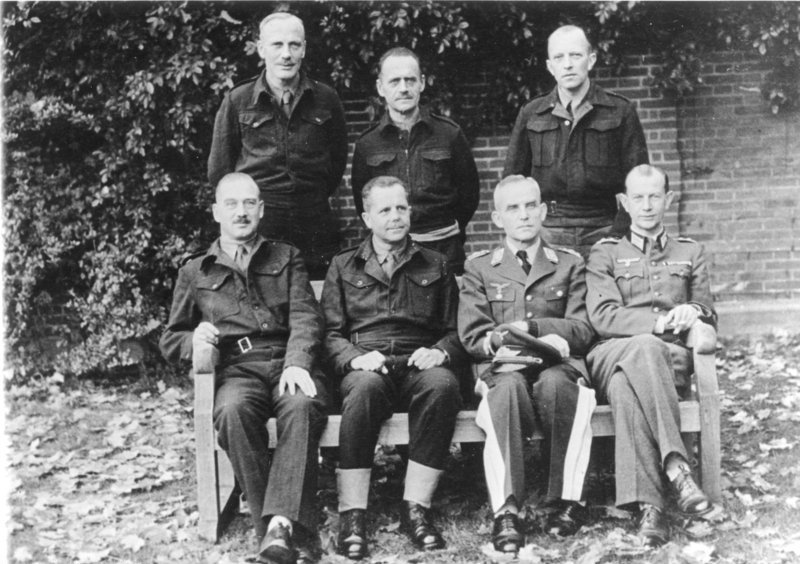
Gerhard Bassenge la Trent Park.
Rândul din spate de la stânga la dreapta: Otto Elfeldt, Ferdinand Heim, Gerhard Bassenge
Rândul din față de la stânga la dreapta: Friedrich Freiherr von Broich, Heinrich Eberbach, Georg Neuffer, Hans Reimann.

Următoarea sa misiune a fost în Africa de Nord. La 24 iunie 1941 a devenit comandantul spațiului aerian german din Africa de Nord. A îndeplinit această funcție până la 1 octombrie 1942, când a fost numit comandant al Diviziei 19 Grenadieri. În timp ce slujea în acest post a fost înaintat la gradul de general-maior la 1 ianuarie 1943. O lună mai târziu a fost numit comandantul zonei fortificate Tunis - Bizerte din Tunisia.
Bassenge a fost capturat de britanici la 9 mai 1943 la Metheline, Africa de Nord. A fost transportat în grabă în Marea Britanie și trimis în Camp 11 de la Trent Park, la 16 mai 1943. El a fost înscris în această tabără de lux pentru prizonierii de rang înalt ca POW 18809. Documentele sale de intrare îl menționează ca păr șaten și ochi albaștri, o înălțime de 1,71 m și o greutate de 73 kg. Ruda sa cea mai apropiată era Lotte Bassenge. Tabăra 11 era împânzită cu microfoane montate de serviciile de informații militare britanice, iar la 10 iulie 1943 o înregistrare pe o bandă magnetică l-a surprins pe Bassenge fiind informat despre crimele de război săvârșite de naziști de către generalul-locotenent Georg Neuffer. Nu se știe dacă Bassenge era la curent cu atrocitățile naziste sau dacă conversația surprinsă pe bandă l-a afectat, dar Bassenge a devenit în perioada captivității un susținător al opiniilor lui Wilhelm Ritter von Thoma. General der Panzertruppe von Thoma, care era ținut prizonier împreună cu Bassenge, credea că Hitler înnebunise și că efortul de război nazist era zadarnic. Deoarece majoritatea ofițerilor germani prizonieri în lagăr erau naziști zeloși, opiniile lui Bassenge și Thoma au provocat un conflict între ofițerii germani pacifiști și ofițerii germani care continuau să-l susțină pe Hitler. Această schismă în rândul ofițerilor germani poate să fie cauza transferării lui Bassenge în Camp 300; el va fi readus de acolo în Camp 11 la 23 iulie 1946. La 1 octombrie 1947 a fost transferat în Camp 186, de unde a fost repatriat a doua zi. Bassenge a murit la 13 martie 1977 la Lübeck, Germania.

## Decorații
- Crucea de Fier cl. I (1914)
- Ordinul Militar „Mihai Viteazul” cl. III-a (19 septembrie 1941)[11][12]
- Ordinul „Virtutea Aeronautică” de război cu spade, clasa Ofițer (19 septembrie 1941)[13]
- Crucea Germană de aur (15 iulie 1942) ca Oberst im Generalstab în cadrul Statului Major al Misiunii Militare Aeronautice Germane în România (Deutsche Luftwaffenmission Rumänien)[18]